# Sectores de Guayaquil
La Ciudad de Guayaquil, Ecuador está dividida en 75 sectores principales, entre parroquias urbanas (16), y ciudadelas, los cuales están repartidos por 4 cuadrantes: Cuadrante Noroeste (NO), Cuadrante Noreste (NE), Cuadrante Suroeste (SO) y Cuadrante Sureste (SE), los cuales están separados por 2 ejes: El Eje Norte-Sur y el Eje Este-Oeste:
- Eje Norte-Sur: Arranca desde el norte iniciando por la Avenida Francisco de Orellana, hasta el centro Comercial Mall del Sol, de donde es tomado por la Av. Juan Tanca Marengo, hasta el final de la misma, luego la Av. de las Américas se adueña del Eje hasta el inicio de la Av. Pdte. Luis Cordero Crespo, luego el Eje se recorre toda la Av. Quito, que a continuación cambia de nombre a la Av. 25 de Julio y finaliza al llegar al Puerto Marítimo de la ciudad.

- Eje Este-Oeste: Comienza desde el Malecón 2000, con la Av. 9 de Octubre, recorriendo toda la avenida hasta el Estero Salado, el eje sigue con la Av. Pdte. Carlos Julio Arosemena Tola, hasta la Av. Martha Bucaram de Roldós, después continúa por la Av. del Bombero, recorriendo todo el barrio Los Ceibos, para finalizar en el tramo del inicio de Vía a la Costa, en Puerto Azul.

## División de los Sectores por Cuadrante
Cada sector estará clasificado primero por las parroquias urbanas y luego por los sectores según tengan las parroquias, que son Tarqui, Ximena y Febres Cordero. Chongón no cuenta como sector para Guayaquil, ya que esta parroquia urbana está a 24 kilómetros de la ciudad de Guayaquil y como es una parroquia urbana satélite, no está dentro de la ciudad, pero cuenta con un representante: Puerto Azul; este, en donde pasa el Eje Este-Oeste, tiene 2 lados: Norte y Sur.

### Cuadrante Noroeste
- Tarqui, que está sub-dividido en los siguientes sectores:
  - Los Álamos
  - Alborada Oeste
  - Bastión Popular
  - Los Ceibos: Sector de clase media y alta, alejado del centro.
  - El Cóndor
  - La Florida
  - Juan Montalvo
  - Ciudadela Kennedy: Sector de clase media, en este se ubica el segundo centro financiero de la ciudad, con sus avenidas más importantes: La Avenida Francisco de Orellana y la Avenida Plaza Dañín.
  - Lomas de Prosperina
  - Mapasingue
  - Miraflores
  - Monte Bello
  - Las Orquídeas Oeste
  - Prosperina: Colinda con el kilómetro 6 1/2 de la vía Guayaquil - Daule. Fue fundado entre la década del 60 y la 70.
  - Urdesa: Fundado en la época de los años 50, Urdesa fue la primera urbanización de Guayaquil, creada para gente de clase media y alta.
  - Quinto Guayas Oeste
  - Tarqui
  - Urdenor

### Cuadrante Noreste
- Pedro Carbo
- Roca
- Tarqui, que está sub-dividido por los siguientes sectores:
  - Acuarela
  - Alborada Este
  - La Atarazana
  - Cerro del Carmen
  - La FAE
  - Martha Bucaram de Roldòs
  - La Garzota
  - Guayacanes
  - Las Orquídeas Este
  - Los Vergeles
  - Las Peñas: Ubicado en el Cerro Santa Ana, sector turístico de la ciudad. Es uno de los barrios más representativos, tras haber sido parte del Plan de Regeneración Urbana de Guayaquil.
  - Quinto Guayas Este
  - Samanes
  - Los Sauces
  - Simón Bolívar
  - Los Vergeles (Parroquia Pascuales)
  - Mucho Lote 2

### Cuadrante Suroeste
- 9 de octubre (conocido como 9 de Octubre Oeste)
- Chongón, representado por:
  - Puerto Azul Sur
- Febres Cordero: comprende en su mayoría el suburbio, el barrio más extenso de todo Guayaquil, y se ha ido formando a partir de oleadas de personas que migraron del campo a la ciudad en busca de nuevas oportunidades, hace ya varias décadas; actualmente está siendo regenerado en un proceso que arrancó hace unos 6 años para darle una nueva imagen, ya que otrora se consideraba zona de alta actuación delincuencia. Esta parroquia está sub-dividido en 5 sectores:
  - Abel Gilbert
  - Batallón del Suburbio
  - Estero Salado
  - Puerto Lisa
- García Moreno
- Letamendi: En esta parroquia se encuentra el barrio Cristo del Consuelo. Este es un barrio de la década de los 40, se lo llamó así por la Iglesia Católica que lleva el mismo nombre ubicada en el Centro de este populoso sector. Cada año se celebra la tradicional Procesión del Cristo del Consuelo a la que acuden más de 600.000 feligreses Católicos, convirtiéndose en la más importante de la ciudad.
- Garay, sector ubicado entre las calles Asisclo Garay –de 10 de Agosto, Alcedo y Pedro Pablo Gómez, de este a oeste– y Babahoyo –Andrés Marín, Aguirre a Huancavilca, hasta la 12, de sur a norte–, aún conserva viviendas de estructura mixta, de madera y cemento.[1]
- Sucre
- Tarqui, que está sub-dividido en los siguientes sectores:
  - Bellavista: Sector para clase media a media alta, ubicada en el Cerro San Eduardo.
  - Paraíso
  - San Eduardo
- Urdaneta
- Ximena, que está sub-dividido en los siguientes sectores:
  - Los Esteros
  - Guangala
  - Guasmo Oeste
  - Huancavilca
  - Isla Trinitaria
  - Luz del Guayas
  - Sopeña

### Cuadrante Sureste
- La Fortuna
- Flor de bastión 5
- Flor de bastión 6
- Vergeles
- Bolívar
- Olmedo: Sector donde se encuentra el Palacio de Cristal, antiguo "Mercado Sur" de la ciudad.
- Rocafuerte
- Ximena, que está sub-dividido por los siguientes sectores:
  - 9 de Octubre Este (ciudadela)
  - Los Almendros
  - Las Américas
  - Centenario: Es un barrio de la década de los 20 de alta plusvalía, gran parte de la aristocracia de la ciudad vive en este sector.
  - Cuba
  - Del Astillero (este barrio también es compartido con la parroquia Ayacucho): es un barrio ubicado al centro-sur de la ciudad, junto a la ribera del Guayas, conocido porque antaño era, como su nombre lo indica, un astillero naval de la Corona española, famoso en época de la colonia, ya que por la calidad de las maderas utilizadas y la habilidad de sus armadores, se le encargaba todo tipo de navíos, incluso oceánicos y de guerra; aún hoy en día puede encontrarse remanentes de esta actividad, con unos cuántos reparadores de embarcaciones situados en las orillas del río Guayas. Este barrio es conocido también por haber sido cuna de los dos grandes clubes de fútbol de la ciudad, el Barcelona SC y el CS Emelec, los cuales fueron fundados a unas pocas manzanas de distancia el uno del otro, allá en la década de los 20's.
  - Floresta
  - Guasmo Este: Fue nombrado así debido a la especie de árboles Guazuma ulmifolia. El Guasmo es un barrio popular, de clase baja, que anteriormente era una hacienda llamada "Hacienda El Guasmo"
  - La Pradera
  - Río Guayas
  - La Saiba
  - Unión

## Tabla de Sectores y Parroquias
| Parroquia        | Sectores |
| ---------------- | --- |
| Ayacucho         | Ayacucho. |
| Bolívar          | Bolívar (Sagrario). |
| Carbo            | Carbo (Concepción). |
| Chongón          | Puerto Azul Norte, Puerto Azul Sur. |
| Febres Cordero   | Abel Gilbert, Batallón del Suburbio, Estero Salado, Febres Cordero. |
| García Moreno    | García Moreno. |
| Letamendi        | Letamendi, Puerto Lisa. |
| Nueve de Octubre | Nueve de Octubre Oeste. |
| Olmedo           | Olmedo (San Alejo). |
| Pascuales        | Bastión Popular, Las Orquídeas Este, Las Orquídeas Oeste, Los Vergeles, Luz del Guayas, Montebello, Pascuales , flor de bastión bloque 6 y flor de bastión bloque 5 |
| Roca             | Roca. |
| Rocafuerte       | Rocafuerte. |
| Garay            | sector ubicado entre las calles Asisclo Garay –de 10 de Agosto, Alcedo y Pedro Pablo Gómez, de este a oeste– y Babahoyo –Andrés Marín, Aguirre a Huancavilca |
| Sucre            | Sucre. |
| Tarqui           | Acuarela, Comegua, Brisas del Río, Limonal, Juan Pablo II, Alborada Este, Alborada Oeste, Bellavista, La Atarazana, Santa Leonor, Rio Guayas, Cerro del Carmen, El Cóndor, Juan Montalvo, Kennedy, La FAE, La Florida, La Garzota, Las Peñas, Lomas de Prosperina, Los Álamos, Los Ceibos, Los Guayacanes, Los Samanes, Los Sauces, Mapasingue, Miraflores, Paraíso, Prosperina, Quinto Guayas Este, Quinto Guayas Oeste, San Eduardo, Simón Bolívar, Vernaza Norte, Tarqui, Urdenor, Urdesa. |
| Urdaneta         | Urdaneta, Barrio Garay. |
| Ximena           | Centenario, Cuba, Del Astillero, Floresta, Guangala, Guasmo Este, Guasmo Oeste, Huancavilca, Isla Trinitaria, La Pradera, La Saiba, Las Américas, Los Almendros, Los Esteros, Nueve de Octubre Este, Río Guayas, Sopeña, Unión, Ximena. |